# Cathédrale d'Irsina
La cathédrale d'Irsina est une église catholique romaine d'Irsina, en Italie. Il s'agit d'une cocathédrale de l'archidiocèse de Matera-Irsina.